# Wąwolnica (gmina)
Wąwolnica – gmina miejsko-wiejska w powiecie puławskim (województwo lubelskie) na Płaskowyżu Nałęczowskim. Siedzibą gminy jest Wąwolnica.
Według danych z 30 czerwca 2004 gminę zamieszkiwało 4998 osób. Natomiast według danych z 31 grudnia 2017 roku gminę zamieszkiwały 4724 osoby. 
Sąsiaduje z następującymi gminami: Kazimierz Dolny, Końskowola, Kurów, Nałęczów, Wojciechów, Poniatowa, Karczmiska. Przez gminę Wąwolnica płynie rzeka Bystra oraz przebiega szlak kolejowy. 
W latach 1975–1998 gmina położona była w starym woj. lubelskim.

## Struktura powierzchni
Według danych z roku 2002 gmina Wąwolnica ma obszar 62,15 km², w tym:
- użytki rolne: 81%
- użytki leśne: 12%

Gmina stanowi 6,66% powierzchni powiatu.

## Demografia

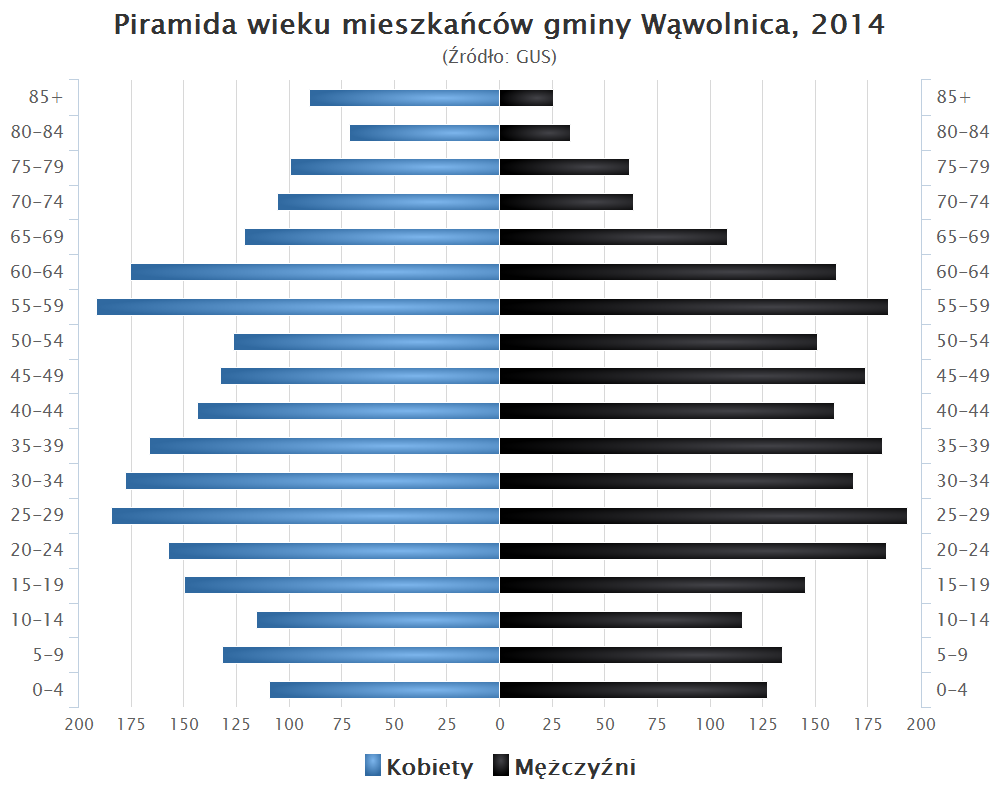
Piramida wieku mieszkańców gminy Wąwolnica w 2014 roku

Dane z 30 czerwca 2004:
| Opis                              | Ogółem | Ogółem | Kobiety | Kobiety | Mężczyźni | Mężczyźni |
| --------------------------------- | ------ | ------ | ------- | ------- | --------- | --------- |
| jednostka                         | osób   | %      | osób    | %       | osób      | %         |
| populacja                         | 4998   | 100    | 2531    | 50,6    | 2467      | 49,4      |
| gęstość zaludnienia (mieszk./km²) | 80,4   | 80,4   | 40,7    | 40,7    | 39,7      | 39,7      |

## Sołectwa
Bartłomiejowice, Celejów, Grabówki, Huta, Karmanowice, Kębło, Łąki, Łopatki, Łopatki-Kolonia, Mareczki, Rąblów, Rogalów, Stanisławka, Wąwolnica, Zarzeka, Zawada, Zgórzyńskie